# Deng (afrikansk mytologi)
Deng var anfadern hos Dinkafolket i Sudan. Han förknippas med storm, åska, blixt och barnafödande.